# Takeshi Honda
Takeshi Honda (japonês: 本田 武史, Hepburn: Honda Takeshii, Kōriyama, Fukushima, 23 de março de 1981) é um ex-patinador artístico japonês. Ele foi duas vezes medalhista de bronze do Campeonato Mundial (2002 e 2003), e quatro vezes medalhista do Campeonato dos Quatro Continentes de Patinação Artística no Gelo, sendo duas medalhas de ouro (1999 e 2003) e duas medalhas de prata (2001 e 2002).

## Principais resultados
| Jogos Olímpicos                                                                        |                  |                 | 15.º |                  |                   |                  | 4.º               |                   |                   |                 |     |  |
| Campeonato Mundial                                                                     | 13.º             | 10.º            | 11.º | 6.º              | 10.º              | 5.º              | Medalha de bronze | Medalha de bronze |                   | WD              |     |  |
| Campeonato dos Quatro Continentes                                                      |                  |                 |      | Medalha de ouro  | 5.º               | Medalha de prata | Medalha de prata  | Medalha de ouro   | WD                |                 |     |  |
| GP Grand Prix Final                                                                    |                  |                 |      |                  |                   |                  | 5.º               |                   |                   |                 |     |  |
| GP NHK Trophy                                                                          | 4.º              | 9.º             | 6.º  | Medalha de prata | 6.º               | 4.º              | Medalha de ouro   | Medalha de prata  |                   | 7.º             | 9.º |  |
| GP Skate America                                                                       |                  | 6.º             | 7.º  |                  |                   |                  | Medalha de prata  |                   | Medalha de prata  |                 |     |  |
| GP Skate Canada International                                                          |                  | 9.º             |      | 5.º              | Medalha de bronze | 5.º              |                   | Medalha de ouro   | Medalha de bronze | 7.º             | 4.º |  |
| GP Sparkassen Cup on Ice                                                               |                  |                 |      |                  |                   |                  | 5.º               |                   |                   |                 |     |  |
| GP Trophée Lalique                                                                     |                  |                 |      |                  |                   |                  |                   | Medalha de bronze |                   |                 |     |  |
| Jogos Asiáticos                                                                        |                  |                 |      |                  |                   |                  |                   | Medalha de ouro   |                   |                 |     |  |
| Nebelhorn Trophy                                                                       | Medalha de ouro  |                 |      |                  |                   |                  |                   |                   |                   |                 |     |  |
| Internacional – Júnior                                                                 |                  |                 |      |                  |                   |                  |                   |                   |                   |                 |     |  |
| Campeonato Mundial Júnior                                                              | Medalha de prata |                 |      |                  |                   |                  |                   |                   |                   |                 |     |  |
| Nacional                                                                               |                  |                 |      |                  |                   |                  |                   |                   |                   |                 |     |  |
| Campeonato Japonês                                                                     | Medalha de ouro  | Medalha de ouro |      |                  | Medalha de ouro   | Medalha de ouro  |                   | Medalha de ouro   |                   | Medalha de ouro | 5.º |  |
|                                                                                        |                  |                 |      |                  |                   |                  |                   |                   |                   |                 |     |  |
| Legenda: GP = Grand Prix; WD = Abandonou; Competição não foi disputada nesta temporada |                  |                 |      |                  |                   |                  |                   |                   |                   |                 |     |  |